# Саратога Спрингс (Јута)
Саратога Спрингс (енгл. Saratoga Springs) град је у америчкој савезној држави Јута.

## Демографија
По попису из 2010. године број становника је 17.781, што је 16.778 (1673,0%) становника више него 2000. године.
| Група             | 2000.       | 2010.          |
| Белци             | 925 (92,2%) | 15.902 (89,4%) |
| Афроамериканци    | 6 (0,6%)    | 94 (0,5%)      |
| Азијати           | 10 (1,0%)   | 163 (0,9%)     |
| Хиспаноамериканци | 40 (4,0%)   | 1.026 (5,8%)   |
| Укупно            | 1.003       | 17.781         |